# شاو (آیلند)
شاو (به انگلیسی: Shaw Island) یک منطقهٔ مسکونی در ایالات متحده آمریکا است که در شمال غربی پسیفیک واقع شده‌است. شاو ۲۴۰ نفر جمعیت دارد.